# Cinéma belge
 (novembre 2015).

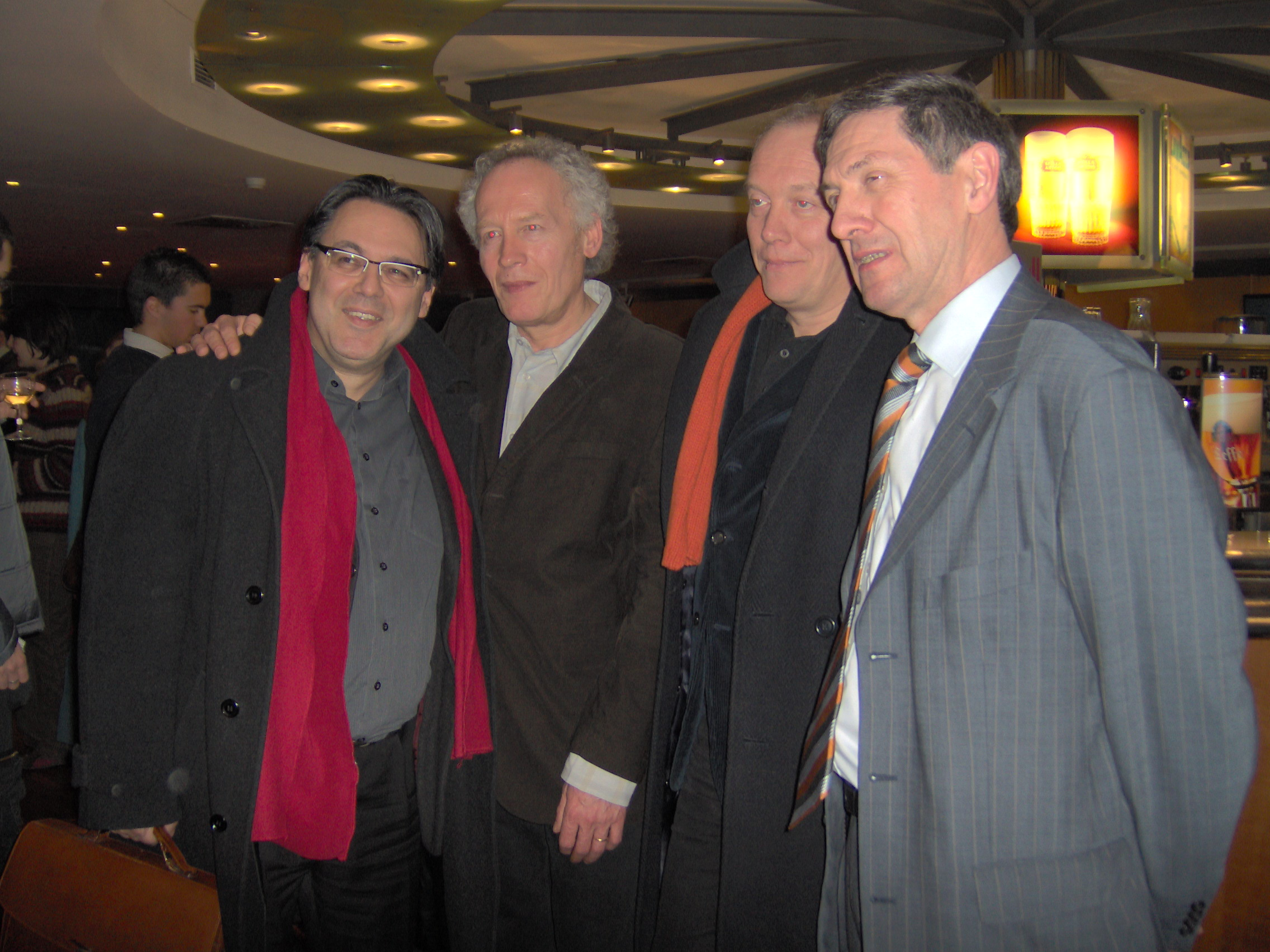
Deux réalisateurs belges : Jean-Pierre et Luc Dardenne (au centre).

Le cinéma belge regroupe l'ensemble de l'histoire cinématographique en Belgique.
Si quelques auteurs font le choix d'une étude différenciée de chaque aire linguistique, d'autres préfèrent mettre en avant ce qui les rapproche : le patrimoine culturel, notamment la peinture – celle des grands maîtres tels que Bosch et Brueghel, ou plus récemment celle de Paul Delvaux, René Magritte, Félicien Rops ou James Ensor –, l'attachement aux racines rurales, ainsi qu'un goût marqué pour le fantastique et l'onirisme, voire le surréalisme, souvent associé au concept de belgitude (critique de son système politique, la monarchie). Selon Dominique Païni, « le cinéma belge est un des plus singuliers du monde : ce sont des artistes qui ont « fait » [ce] cinéma, non des auteurs ; il y a là une spécificité extraordinaire, entre trivialité et beaux-arts ». Cela se traduit par une identité "multifacettes" du cinéma belge.
Certains genres sont plus caractéristiques de ce cinéma que d'autres : outre le documentaire, on distingue l'essai formel (cinéma expérimental et d'avant-garde), et le film sur l'art.

## Préambule
Le physicien belge Joseph Plateau crée, en 1828[réf. nécessaire], le premier appareil à reproduire le mouvement en utilisant des dessins, c'est le Phénakistiscope. Et, dès le début de 1896, l'invention des frères Lumière est présentée à Bruxelles. Apparaissent alors très vite les premiers cinéastes. En 1896, le théâtre de l'Alcazar de Bruxelles intègre des images filmées par les équipes des frères Lumière à travers le monde dans le spectacle de revue théâtrale Bruxelles kermesse. En 1897, l'Office central est le nom de la première salle permanente bruxelloise. On y projette les premiers documentaires belges aux sujets déjà typiques de ce que l'on appellera plus tard l'école documentaire belge, le zoo d'Anvers, des scènes de la vie urbaine, de la vie des cours princières et de l'armée, parfois reconstituées avec des acteurs. Toujours en 1897, le Zoographe inaugure ses séances par des films sur le Congo belge.
De 1901 à 1905, la Compagnie des machines parlantes loue des écouteurs à ceux qui veulent écouter des enregistrements sonores musicaux et chantés gravés sur cylindres. En même temps, Louis Van Goitsenhoven y montre des actualités commanditées par le Parti ouvrier belge. Et c'est au même moment que Léon Anciau et Willem Wintgens, deux ingénieurs des aciéries d'Angleur, et le musicien Léopold Hansenne déposent un brevet de cinéma parlant sous le nom de « Cinématophone A H W » dont ils donnent des démonstrations. L'engouement pour le cinéma donne naissance à une nouvelle profession, les cinéastes, hommes à tout faire, producteurs, réalisateurs, opérateurs de prises de vues et de projection. Parmi ceux-ci L. Dubgick filme et projette des actualités dont celles des funérailles du roi Léopold II. C'est la naissance de l'école belge du documentaire et aussi de l'école de l'animation avec le peintre Blandin et le professeur Daveloose qui réalisent des dessins animés.
Le docteur Ovide Decroly, père d'une méthode qui donne lieu à la naissance, en Belgique et en France, d'écoles qui portent son nom, étudie le comportement des petits enfants et crée le cinéma pédagogique. Le goût prononcé des Belges pour les associations trouve un nouveau débouché dans le cinématographe à travers l'organisation de séances et de réunions qui aboutissent au premier congrès mondial de la cinématographie qui est organisé à Bruxelles en 1910. En plus de la production de films, on y débat du cinéma éducatif et des réactions psychologiques d'un public tout neuf face aux images animées, ainsi que du problème des droits d'auteurs.
Le cinéma de fiction n'était cependant pas négligé. En 1910, le Français Alfred Machin présente les films de son expédition cinématographique au Congo belge dans un montage fictionnel. Cela se passe dans la salle de projections des studios du Karreveld installés, avec l'aide de Pathé Cinéma, dans le quartier bruxellois de Molenbeek. Il s'agit d'un ensemble de salles aménagées dans une ancienne abbaye avec plateaux de tournages, ateliers pour la confection de décors, loges d'artistes et des acteurs sous contrats. Il y aura même des cages pour des fauves utilisés pour la reconstitution de scènes exotiques. En 1912, L'Histoire de Minna Claessens d'Alfred Machin fut un court-métrage de fiction remarqué, qui marquait apparemment un tournant dans le cinéma belge, un film dont ont disparu aussi bien le négatif que les copies. Seul subsiste le scénario, conservé à Paris, à la Bibliothèque Nationale.
En 1913 est fondé le laboratoire de développements et de tirages Meuter qui durera quatre-vingt-quinze ans. Alfred Machin, qui se sent à l'aise à Bruxelles, tourne en 1913 une véritable super production avec le concours de l'armée belge sur le thème d'une future guerre. Maudite soit la guerre présente une imposante figuration et prédit l'apparition de l'aviation militaire tout en mêlant une intrigue sentimentale au tableau des combats. Œuvre prémonitoire par l'anticipation de cette guerre moderne que l'on sent venir, cette production pacifiste révèle des affinités avec l'œuvre de l'américain William Griffith. Alfred Machin sera d'ailleurs l'assistant de Griffith quand celui-ci viendra en France tourner des reportages sur la guerre européenne en 1916-1917. Mais, déjà, dans les premières années du XXe siècle, l'État belge s'intéresse au spectacle cinématographique... pour le taxer. Aussi, un mouvement de contestation naît-il sous l'impulsion d'Isy Moray, exploitant de salles et créateur de la formule du reportage sportif quotidien à travers une série consacrée au tour de Belgique cycliste.
D'autres noms sont à citer, celui d'Hippolyte De Kempeneer qui, avec la création des studios de Machelen près de Bruxelles, fonde une dynastie d'exploitants de laboratoires. Des Français viennent tourner en Belgique, principalement à Bruxelles où le jeune René Clair fait ses premières armes comme assistant.
Avec la Première Guerre mondiale, le cinéma belge est brutalement interrompu après une dernière actualité sur l'entrée des troupes allemandes à Bruxelles. Toutefois, l'État-major de l'armée belge fonde un service cinématographique principalement destiné à la propagande par la diffusion d'images de l'armée au combat pendant les quatre ans de guerre. On y voit l'intendance et les services médicaux en action avec l'ambulance de La Panne du docteur Depage et l'activité de la reine des Belges et de la Croix-Rouge de Belgique. Avec la paix, les activités civiles reprennent, mais la politique de libre échange de la Belgique, qui laisse entrer les films étrangers produits par d'importantes compagnies françaises et américaines, va noyer les productions nationales d'un cinéma belge qui va se consacrer à des réalisations documentaires artisanales. Quelques sursauts donnent lieu à des longs métrages inspirés par la guerre, comme le film sur la résistance audacieuse du cardinal Désiré-Joseph Mercier aux occupants allemands et La Belgique martyre de Charles Tutelier. Cependant, le jeune Léon Dassonville, revenu de la guerre où il s'était fait le spécialiste des prises de vues aériennes, fonde un laboratoire qui, avec ceux de Meuter et de Labor-Ciné de la famille de Kempeneer, tous installés à Bruxelles, contribuera à l'histoire du cinéma belge durant tout le vingtième siècle (avec les labos L.J Martin, A. Lheureux et Synchrofilm nés plus tard).

## Historique

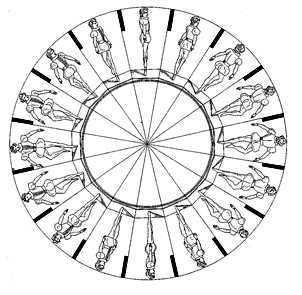
Disque de Phénakistiscope

### La préhistoire du cinéma
Dès 1797, le Liégeois Étienne-Gaspard Robert, dit Étienne Robertson, un abbé à la fois scientifique et artiste, met au point une sorte de lanterne magique appelée « Fantascope ». Avec cet appareil permettant aux ombres projetées de changer de forme grâce à des embryons de mouvement, il présente des Fantasmagories qui font sensation.
En 1832, le physicien et mathématicien bruxellois Joseph Plateau, professeur à l'Université de Gand et spécialiste reconnu de la persistance rétinienne, conçoit le Phénakistiscope, prédécesseur du Zootrope. Le « joujou scientifique » de Plateau permet la synthèse d'un mouvement bref à partir d'une série de dessins disposés sur un disque percé de fentes. Certains de ces disques ont été décorés par le peintre belge Jean-Baptiste Madou.

### Le temps des pionniers

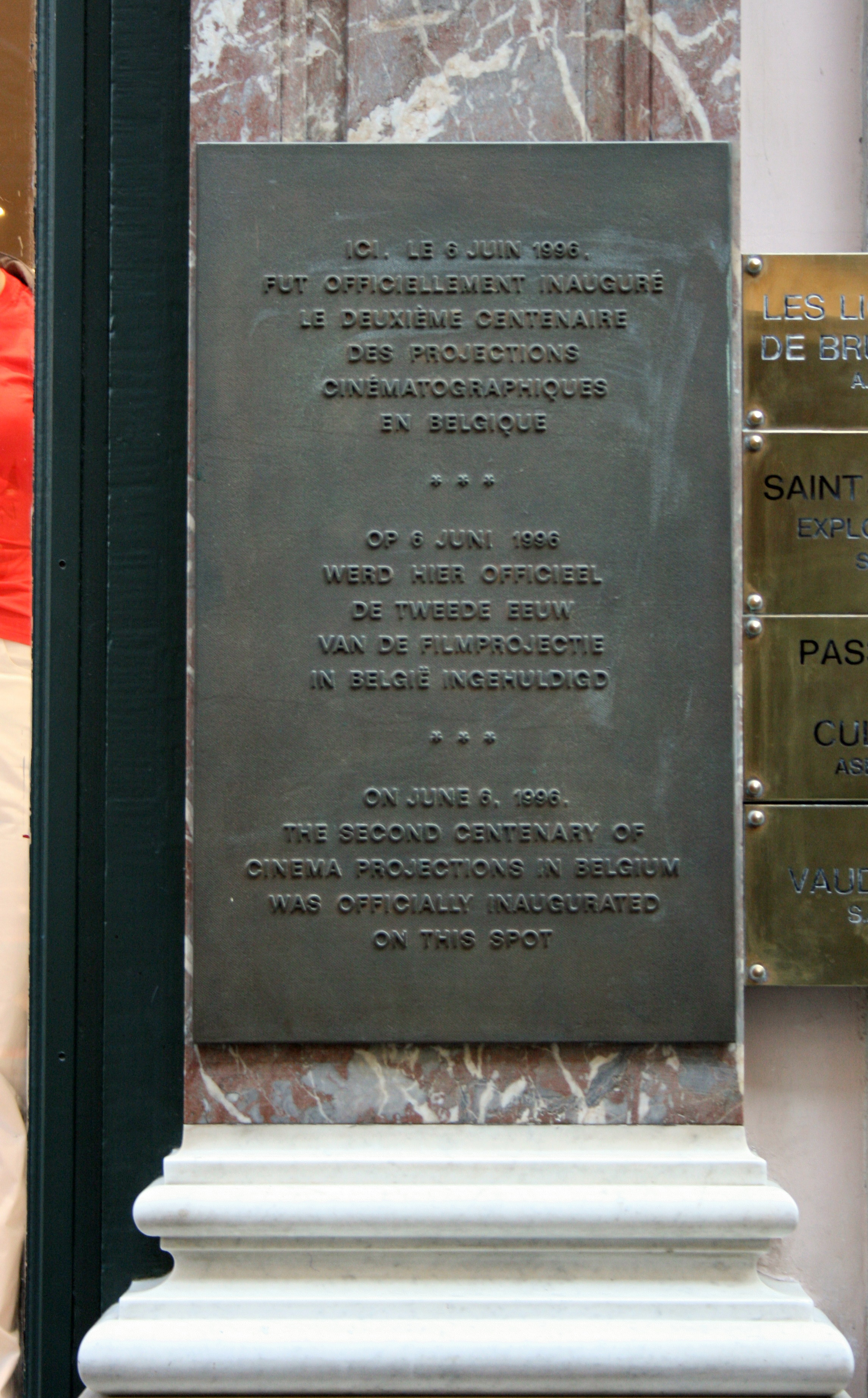
Plaque commémorative, Galerie du Roi à Bruxelles

La première représentation publique de cinéma en Belgique a lieu le 1er mars 1896 à la Galerie du Roi, à Bruxelles, soit deux mois à peine après la séance historique des Frères Lumière à Paris le 28 décembre 1895, et avec un programme très semblable. De fait, une projection de La Sortie des usines Lumière avait déjà eu lieu en avant-première, dans un cercle restreint mais en présence de nombreuses personnalités, le 10 novembre 1895 à l’École supérieure de l’industrie de Bruxelles. En 1896 ou 1897 selon les sources, Alexandre Promio, employé des frères Lumière, tourne environ cinq films d'une minute à Bruxelles, dont un sur le parvis de la cathédrale Sainte-Gudule qui était à l'époque très animé. Il tourne aussi un film à Anvers avec un pré-travelling : Anvers : arrivée en bateau.
Les débuts de la production belge proprement dite sont dominés par deux personnalités, Hippolyte De Kempeneer (1876-1944) et Alfred Machin (1877-1929), un Français originaire du Pas-de-Calais.
En 1897, De Kempeneer, un ancien négociant en boissons, tourne son premier reportage, Le roi Léopold II à l’Exposition de Tervueren (Koning Leopold II op de Tentoonstelling in Tervuren). Conscient de l’intérêt que les spectateurs belges commencent à porter à ces images plus proches de leur réalité, il lance un programme d’actualités cinématographiques, La Semaine animée, qui sera diffusé chaque vendredi de 1912 à 1914. Les enjeux moraux et pédagogiques du cinéma — notamment des films documentaires — lui tiennent particulièrement à cœur. En 1913 il fonde la Ligue du Cinéma Moral et en 1914, il ouvre le Cinéma des Familles, une petite salle consacrée aux documentaires, dans laquelle il organise des matinées scolaires. Poursuivant la mission dont il se sent investi, il crée pendant la guerre la Compagnie Belge des Films Instructifs.
Ses productions sont abondantes et variées. Parmi les sujets traités, on remarque une fête des fleurs, un concours hippique, une foire aux bestiaux, des visites officielles ou des funérailles de personnalités, ou encore des scènes de colonies de vacances. Une série de films patriotiques est également produite, par exemple La Belgique martyre (Het Gemartelde België) de Charles Tutelier (1898-1962) en 1919. Nombre de ces pellicules ont été perdues.
En 1921, cet homme d’affaires avisé construit également de vastes studios à Machelen, où des réalisateurs belges et étrangers viendront travailler, par exemple les Français Julien Duvivier et Jacques de Baroncelli.
De son côté, le Français Alfred Machin (1877-1929), recruté par la puissante firme Charles Pathé, tourne d’abord des films animaliers en Afrique puis séjourne aux Pays-Bas pour y développer une industrie cinématographique locale, avant d’être envoyé en Belgique en 1912 comme directeur artistique de l’une des filiales de Pathé, Belge Cinéma Film.
Des films de fiction commencent à être produits, comme L'Histoire de Minna Claessens (De legende van Minna Claessens) (1912) d'Alfred Machin. La pellicule de ce mélodrame ayant été perdue, il n’en subsiste que le scénario, conservé à la Bibliothèque nationale de France.
Toujours en 1912, la firme Pathé investit le domaine du Karreveld dans la banlieue bruxelloise de Molenbeek-Saint-Jean et Machin supervise alors son réaménagement qui comprend toutes les commodités pour les artistes et les techniciens. C’est là qu’il tourne les scènes d'intérieur de ses films.
Sommet de la carrière d'Alfred Machin, Maudite soit la guerre (Vervloekt zij den oorlog, 1914), tourné avec une nombreuse figuration grâce au concours de l'armée belge. Cette production spectaculaire, pour l'ampleur de la figuration et les effets guerriers, anticipe sur les super-productions du XXe siècle. Prémonitoire, ce film révèle au public la réalité prochaine de la guerre aérienne, mais pour mieux affirmer un parti-pris pacifiste, peu avant qu'éclate la Première Guerre mondiale : en effet, la première du film a lieu en juin 1914.
Pendant le premier conflit mondial, le cinéma belge cède la place à un cinéma d'occupation importé d'Allemagne et souvent en langue allemande. Toutefois, des cinéastes belges et alliés exécutent quelques bandes consacrées à la famille royale réfugiée non loin du front : réception par le roi Albert 1er de chefs d'État et de militaires alliés, la reine Élisabeth à l'hôpital de l'Océan. D'autre part, la création du service cinématographique de l'armée entraîne des prises de vues montrant les soldats sur le front ainsi que des prises de vues aériennes au-dessus du front ennemi destinées aux renseignements militaires.

## L'école belge du documentaire
L'école belge du documentaire apparaît en marge des fictions ou des reportages d’actualités, on voit apparaître après la Grande Guerre de petits films à caractère ethnologique, plutôt destinés aux spécialistes qu’au grand public. En effet, grâce au cinéma, on peut désormais enregistrer les traces des arts et traditions populaires, et les méticuleux collectionneurs de documents et d’objets, tel Joseph-Maurice Remouchamps, trouvent là un allié de choix. André Simon tourne ainsi des scènes telles que Le Tressage de la paille dans la vallée du Geer, Exploitation d'une carrière ou La Décapitation de l'oie.
La démarche que certains entreprennent est aussi celle du marquis Robert de Wavrin (1888-1971), qui, dès 1913, explore inlassablement le continent sud-américain, vivant plusieurs années au milieu des populations indiennes. Il en rapportera une série de témoignages uniques sur des cultures aujourd’hui disparues. Les plus connus de ses longs métrages sont Au cœur de l’Amérique du Sud (1924) et Au pays du scalp (1931). Du côté de la Wallonie, Ernest Genval (1884-1945) part au Congo belge, où il a déjà séjourné, tourner une série de petits films pour le compte d’entreprises coloniales. Son long documentaire Le Congo qui s’éveille (1927) serait ainsi « un hymne aux réalisations civilisatrices, technico-industrielles et médicales de la Belgique dans la colonie ».
De leur côté les scientifiques, et notamment les médecins, dans la lignée du physiologiste Étienne-Jules Marey, entrevoient d’autres applications du cinéma. Antoine Castille (?-?) filme nombre de cas pathologiques et, grâce à lui, le neuropsychiatre Ovide Decroly (1871-1932), formé à l’Université de Gand, met la pellicule au service de ses études sur la psychologie génétique : le pédagogue peut ainsi observer le comportement des enfants au fil des ans. Ces films datent de 1923 ou de 1932 avec le professeur Léon Laruelle (1876-1960) (par exemple Hémorragie cérébrale ou Procédés de sensibilisation du système nerveux ou Encéphalo-myélite subaiguë). Par ailleurs, Castille se lance dans une vaste entreprise d'ethnologie intérieure en filmant les fêtes de Belgique. Aussi, il enregistre les gestes du travail traditionnel. Ses films sont des documents anthropologiques sur une époque révolue.
À la fin des années 1920, juste avant l’avènement du parlant, deux cinéastes belges d'envergure se font connaître : Charles Dekeukeleire (1905-1971) pour ses films d'avant-garde et Henri Storck (1907-1999) pour ses essais documentaires sur Ostende.
Dekeukeleire se passionne très tôt pour le cinéma et ses maîtres ont pour noms Germaine Dulac, Jean Epstein, Marcel L'Herbier, Louis Delluc, mais aussi Dziga Vertov. Très construit, son court métrage Combat de boxe (1927), réalisé dans des conditions très précaires mais avec de vrais boxeurs, utilise avec virtuosité toutes les ressources de ce nouveau langage. Cinéphile averti, il puise aussi son inspiration du côté des plasticiens tels que Man Ray, Fernand Léger ou Marcel Duchamp. Il poursuit ses recherches formelles avec Impatience et Histoire de détective (1929), puis tourne nombre de documentaires jusque dans les années 1950.
Si le nom de Dekeukeleire semble moins familier aujourd’hui, en revanche celui d’Henri Storck reste associé durablement à l’école documentaire belge, un peu à la manière d’un John Grierson dans le cas du mouvement britannique. L’un de ses premiers courts métrages, Images d’Ostende (1929-1930), en hommage à sa ville natale, peut être perçu comme « un choc poétique et cinétique, sans fiction ni son, qui dégage le cinéma de son obligation narrative pour le rendre au monde des sensations que lui seul peut porter. ». Mais ce sont surtout Misère au Borinage (1933), film muet, compassionnel et engagé, tourné avec Joris Ivens (1898-1989), puis la fresque Symphonie paysanne (Boerensymfonie) tournée de 1942 à 1944 qui caractérisent ce regard si particulier sur le monde. Un regard généreux, mais peut-être pas toujours totalement innocent, si l’on en croit quelques témoignages et des preuves écrites sur les positions de Storck durant l’Occupation. Ce point reste sans doute sujet à polémique, alors que le talent du cinéaste semble rarement contesté.
À cette école documentaire qui marque toute l'histoire du cinéma belge, on peut associer d’autres noms, par exemple ceux d’André Cauvin (1907-2004) et de Gérard De Boe (1904-1960). Tous deux tournent de nombreux films au Congo, plus sensibles et plus nuancés que les premiers courts métrages coloniaux, et quelques-uns de leurs titres ont fait date, tels L’Équateur aux cent visages (1948) de Cauvin et Étonnante Afrique ou Katanga pays du cuivre que De Boe tourna en 1956.
Parallèlement, deux cinéastes d'un seul film réalisent des œuvres d'avant-garde, souvent rattachées au surréalisme. En 1929, le comte Henri d'Ursel (1900-1974), né à Bruxelles, tourne à Paris, un peu à la manière de Louis Feuillade, La Perle, d’après le scénario du poète Georges Hugnet, une histoire à multiples rebondissements non dépourvue d’érotisme.
Un peu plus tard, Ernst Moerman (1897-1944), poète et ami d’Éluard, également fasciné par les films à épisodes de Feuillade, propose une vision onirique et subversive du redoutable héros de Pierre Souvestre et Marcel Allain, avec Monsieur Fantômas, un moyen métrage muet dont la première a lieu au palais des beaux-arts de Bruxelles (1929), le 12 octobre 1937, alors qu’on y projette également Un chien andalou.
Dans l’intervalle pourtant le son a fait son apparition et ses techniques évoluent rapidement. Le premier long métrage belge utilisant le son optique, Le Plus Joli Rêve (1931), est l’œuvre du Bruxellois Gaston Schoukens (1901-1961), déjà connu pour Monsieur mon chauffeur en 1926 et qui sera pendant près de trente ans la figure de proue du cinéma populaire. De fait il aborde un peu tous les genres, le documentaire (Le Football belge, 1922), le film d’art (Nos peintres, 1926), le mélodrame (Tu ne sauras jamais, 1927), le drame patriotique (Les Croix de l’Yser, 1938) ou les comédies débridées, telles En avant la musique (1935) ou Bossemans et Coppenolle (1938).
Quant au Flamand Jan Vanderheyden (1890-1961), sa notoriété repose principalement sur son premier film, le mélodrame qu’il réalise, assisté par son acteur Willem Benoy et par sa femme Edith Kiel, Filasse (De Witte, 1934), l’adaptation d’un roman picaresque d’Ernest Claes, une histoire que l’on peut rapprocher de celle de Poil de Carotte.
La Cinémathèque royale de Belgique est fondée pendant cette période faste, en 1938, notamment grâce à André Thirifays (1903-1992) et Henri Storck. En 1947, un Festival mondial du Film et des Beaux-Arts de Belgique à Bruxelles remporte un succès inattendu avec un arrivage de vedettes dont des stars d'Hollywood. Mais le gouvernement ne veut ni aider financièrement, ni promouvoir un festival du cinéma en Belgique. Aussi, les organisateurs transportent-ils l'édition suivante à Knokke, station balnéaire huppée où ils obtiennent une aide. Ce festival deviendra le Festival international du cinéma expérimental de Knokke-le-Zoute.

## Fiction des années 1900-1950
Le cinéma belge de fiction de la période semble un peu à l'étroit, entre cinéma français et cinéma néerlandais.
Faute d'information fiable sur la production de courts-métrages non documentaires belges, on peut relever parmi les longs métrages non documentaires de la période :
- Jacques Feyder (1885-1948), Thérèse Raquin (film, 1928)
- Jan Vanderheyden (1890-1961)
  - Filasse (1934), adaptation du roman (1920) éponyme d'Ernest Claes (1885-1968)
  - Janssens tegen Peeters (1939)
  - M. Dingemans en Mme. Babbel krijgen bezoek van den buiten (1942)
- Sig Arno (1895-1975), La Gloire du régiment (1937)
- Pierre de Hérain (1904-1972), L'Amour autour de la maison (1947), Le Mannequin assassiné (1948)

## Les années 1950
La tradition documentaire se poursuit pendant cette décennie, mais une nouvelle génération de cinéastes apparaît.
Avec Rubens, réalisé avec Storck en 1948, l’historien de la peinture Paul Haesaerts (1901-1974) renouvelle le film d’art en mettant au service de l’étude comparative les mouvements de caméra, les animations et la fragmentation de l’écran, tout en conservant le foisonnement et la sensualité du peintre. Pendant les années 1950 il tourne une série de films pour la télévision.
Ethnologue érudit, Luc de Heusch (1927-2012) tourne en 1951, sous un nom d’emprunt, dans une maison abandonnée d'Anderlecht, le seul film du mouvement CoBrA : le court métrage expérimental Perséphone. Il part ensuite en mission scientifique au Congo d’où il rapporte deux œuvres, un petit film en couleurs, Ruanda, tableaux d’une féodalité pastorale, et surtout Fête chez les Hamba (1955), un long métrage en noir et blanc qui a nécessité de sa part une véritable initiation au sein de cette tribu. Dès lors Luc de Heusch deviendra — comme Henri Storck et, dans une moindre mesure, Charles Dekeukeleire — un cinéaste documentariste ethnologue presque officiel. On évoque souvent à son sujet Flaherty, et surtout son contemporain Jean Rouch. Toujours au Congo belge, une équipe composée de nombreux opérateurs tourne en cinémascope les 60,000 mètres de pellicule 35 mm Eastmancolor du long métrage les Seigneurs de la forêt sous la direction d'Heinz Sielmann (1917-2006), documentaire d'une haute tenue scientifique sur la faune, la flore et la population. Commençant sa carrière à Bruxelles en 1958, à l'occasion de l'exposition universelle de Bruxelles, le film sera distribué dans le monde entier par la Twentieth Century Fox qui prit en charge les vingt-deux versions en langues diverses ainsi que le montage de plusieurs documentaires extraits des réserves de pellicule et ciblés sur divers aspects du sujet principal.
Au Congo belge encore, après le précurseur d'avant-guerre Ernest Genval, avec son film le Congo qui s'éveille, vient l'épanouissement du cinéma proprement colonial avec des cinéastes comme André Cornil, Gérard de Boe. D'autre part, se développe la production mi-propagande mi-pédagogie des équipes de missionnaires de l'église catholique, qui met au service de la colonisation la toute-puissance qu'elle exerce, depuis la fin du dix-neuvième siècle, au Congo belge et au Ruanda-Urundi. Ce cinéma missionnaire comptait des dizaines de cinéastes dont Roger de Vloo, Albert Van Haelst, Eric Weymeersch et Alexandre Van den Heuvel . Pendant la Seconde Guerre mondiale, André Cauvin, qui avait débuté dans la vie comme avocat, devient l'avocat de la Belgique en guerre et de sa colonie avec le Congo Belge dans la guerre qui lui vaut d'être nommé aux Oscars en 1944.
Mais en Belgique même, la production la plus marquante de l'après-guerre est un long métrage de fiction, De meeuwen sterven in de Haven (Les mouettes meurent au port, 1955), coréalisé par trois jeunes cinéastes d’Anvers, Rik Kuypers (1925-2019), Ivo Michiels (1923-2012) et Roland Verhavert (1927-2014). Pour la première fois dans l'histoire du cinéma belge en langue flamande, des auteurs font preuve d'une recherche formelle et affichent leur appartenance à un courant international. L’utilisation du noir et blanc, les décors urbains, les errances sans espoir d’un héros tourmenté et les tensions d’un canevas policier peuvent sans doute se rattacher à une esthétique expressionniste, mais on évoque aussi à son propos quelques films européens plus proches dans le temps (Le Troisième Homme, Jeux interdits) ou américains (Sur les quais).
À la fin des années 1950, Paul Meyer (1920-2007) réalise Klinkaart et Déjà s'envole la fleur maigre, des fictions sociales, aux limites du documentaire, influencées par le néoréalisme.
Lucien Deroisy (1912-1972) et Émile Degelin (1926-2017) réalisent leur premier long métrage de fiction pendant cette période, le premier avec une adaptation des Gommes, le roman de Robbe-Grillet (1959) et le second avec Si le vent te fait peur (1960), un sujet audacieux pour l’époque (la tentation de l’inceste entre un frère et une sœur), pas si éloigné de la Nouvelle Vague française, un film auquel le Festival de Cannes décerne une mention d’honneur. Comme dans d’autres pays, une page du cinéma national est sur le point de se tourner.

## Les années 1960 et 1970
En février 1961, l'université libre de Bruxelles organise une « Conférence européenne du cinéma et de la télévision ». Les sujets en sont les Registres publics du film, les divers types de financements, les régimes fiscaux et les rapports avec la télévision, tous domaines concernés par l'intégration européenne ainsi que l'harmonisation des conditions de travail des techniciens. La libre circulation physique des films « culturels » (récréatifs, publicitaires, industriels, didactiques, artistiques, sociaux, etc.) est réaffirmée au motif qu'il s'agit d'œuvres propres à contribuer à une meilleure prise de conscience européenne, mais aussi en rappelant une convention de l'Unesco sur la libre circulation des biens culturels (souvent ignorée par les administrations détentrices des droits de ces productions).
L'augmentation quantitative de la production accompagnée par des démarches politiques en faveur d'une prise en charge du cinéma belge par l'État ont amené la création, en 1960, d'une « Union nationale des producteurs belges de films ». Il s'agit de la réunion de diverses associations sous la houlette d'Electrobel, société qui, par ses prises d'intérêts très diversifiées, s'est trouvé posséder dans son portefeuille des sociétés de distribution de films. De là à financer, au moins partiellement, des productions, il n'y avait qu'un pas pour Electrobel. Mais ce sont des films français qui en avaient bénéficié avant que des cinéastes belges interviennent auprès de cette société pour plaider leur cause.
En même temps, s'éveillait l'intérêt de l'État belge pour la production belge de films. Des plaideurs y travaillaient comme le ministre Piet Vermeylen, qui avait déjà participé à la fondation de la Cinémathèque royale de Belgique. Et des subventions à la production de films belges apparurent dans les années 1960.
À l'imitation des systèmes français et italiens, des avances sur recettes sont créées tant du côté néerlandophone, en 1965, que du côté francophone, en 1967. Grâce à ces financements publics, les films ont de meilleures chances de voir le jour et une émulation apparaît. Ce n'était pas l'avis du cinéaste Edmond Bernhard qui a déclaré : Il y avait là une dame qui exigeait à tout prix de moi un scénario. Je tourne toujours sans scénario... Ils me mettaient plus ou moins au pinacle à cette époque et ils ne voulaient pas me donner du fric. Ils voulaient le donner à une « structure », qui serait moi sans être moi. Plusieurs cinéastes flamands de cette nouvelle génération, André Delvaux (L'Homme au crâne rasé), Roland Verhavert (Pallieter), Hugo Claus (Les Ennemis) et Harry Kümel (Les Lèvres rouges et Malpertuis) se distinguent aux manifestations cinématographiques internationales. Du côté francophone, Benoît Lamy réussit dans la comédie grand public Home sweet home avec Claude Jade et Jacques Perrin, un film qui a reçu 14 prix internationaux. C'est Chantal Akerman qui créera l'événement en 1975 avec l'hyperréaliste Jeanne Dielman, 23, quai du commerce, 1080 Bruxelles avec Delphine Seyrig, sommet de son travail de synthèse entre l'énergie de Godard et le formalisme des cinéastes expérimentaux nord-américains.
En réaction à l'académisme tiède, des cinéastes moins conventionnels apparaissent. S'ils ne reçoivent pas ou peu d'aides publiques, leurs œuvres sont appréciées à l'étranger : Marcel Mariën, Edmond Bernhard, Roland Lethem, Noël Godin, Thierry Zéno, Jean-Marie Piquint, Jean-Marie Buchet, Boris Lehman, Picha, Jan Bucquoy, etc. Certains d'entre eux, comme Edmond Bernhard, Thierry Zéno ou Jean-Marie Piquint se taillent un palmarès dans les festivals du court métrage. Avec La Cybernétique, 1964, J-M Piquint récolte le Primo Premio Assoluto au festival de Vicenza 1965 dans la catégorie scientifique, un premier prix au festival du film industriel de Rouen 1965 et d'autres distinctions pour un film qui, après un demi-siècle, est toujours utilisé par les tenants lyonnais de l'École de Palo Alto.

## La communautarisation en 1990
À la suite de la création de communautés culturelles distinctes pour les francophones et les néerlandophones, le cinéma, qui, jusque-là, dépendait d'une seule administration centrale pour l'attribution des aides à la production, fait l'objet d'une nouvelle réglementation en date du 19 janvier 1990 créant une coopération inter-communautaire précisant les clés de répartition pour l'attribution des avances sur recettes en fonction de la langue originale des scénarios, de l'origine des apports financiers privés belges et étrangers et de divers autres critères relatifs à la composition des équipes artistiques et techniques de production.
L'aide automatique attribuée en fonction de la distribution publique est maintenue, mais gérée par des administrations linguistiques différentes selon la langue dans laquelle les dossiers sont introduits. La commission de sélection de l'aide automatique est maintenue, mais de nouveaux représentants des ministères concernés y sont nommés.

### Le succès auprès du grand public

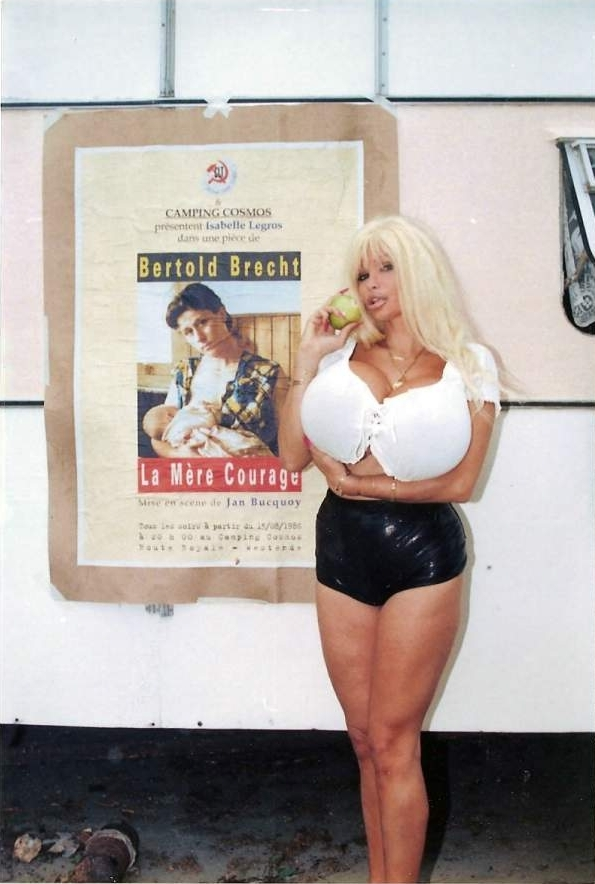
Lolo Ferrari dans Camping Cosmos (1996), pose devant l'affiche de la pièce de Bertolt Brecht : Mère Courage et ses enfants, qui est en fait l'affiche du film : La Vie sexuelle des Belges 1950-1978 (1994).

Dans les années 1980, Marc Didden (Brussels by Night), Marion Hänsel (Dust), Jean-Jacques Andrien (Le Grand Paysage d'Alexis Droeven et Australia), Robbe De Hert (Zware Jongens), Patrick Van Antwerpen (Un joli petit coin et Vivement ce soir) et Chantal Akerman (Toute une nuit et Golden Eighties) sont les réalisateurs qui donnent un nouveau souffle au cinéma belge de fiction conventionnel. À la fin de cette décennie, Le Maître de musique, une fiction en costumes d'époque de Gérard Corbiau, est nommé aux Oscars (pour le meilleur film en langue étrangère).
À partir des années 1990, ce type de cinéma belge prend un essor et se voit récompensé : en 1991 le premier long métrage de Jaco Van Dormael, Toto le héros, séduit à la fois le public et la critique et fait l'objet de nombreuses distinctions internationales, dont la Caméra d'or à Cannes ; C'est arrivé près de chez vous en 1992 avec Benoît Poelvoorde, remporte le Prix du public également à Cannes ; en 1995, Farinelli de Gérard Corbiau obtient le Golden Globe du meilleur film étranger ; Antonia (1995) de la Néerlandaise Marleen Gorris, est consacré meilleur film étranger aux Oscars ; Pascal Duquenne, Natacha Régnier, Émilie Dequenne et Olivier Gourmet sont couronnés d'une Palme d'Or, du meilleur acteur ou de la meilleure actrice à Cannes, respectivement en 1996, 1998, 1999 et en 2002. Symbole ultime : les frères réalisateurs Jean-Pierre et Luc Dardenne y emportent deux fois la palme d'or en 1999 avec Rosetta et 2005 avec L'Enfant. Les premiers films Calvaire de Fabrice Duwelz et Komma de Martine Doyen, sont tour à tour sélectionnés à la Semaine de la Critique de Cannes en 2005 et 2006. Relevons aussi Vincent Lannoo qui, avec Strass signe le premier film belge Dogme, mouvement lancé par le Danois Lars von Trier. En 2006, pour surfer sur la vague de la bonne réputation des films belges, Luc Besson a produit Dikkenek, un « faux Poelvoorde, sans le goût, l'humour, la folie, sans le talent » selon La Libre Belgique. De son côté la Communauté flamande encourage le cinéma académique (Daens de Stijn Coninx, Villa des roses de Frank Van Passel) ou les tentatives de rivaliser avec l'efficacité du divertissant cinéma américain (La Mémoire du tueur d'Erik Van Looy). Ces produits traversent avec difficulté la frontière linguistique.
La vivacité actuelle du cinéma documentaire, expérimental et de l'essai est masquée par le succès médiatisé de la fiction traditionnelle et le moindre soutien des pouvoirs publics, surtout au niveau de la distribution et de la promotion. En Wallonie, ces catégories, pourtant caractéristiques du cinéma belge, sont invisibles.

### Le cinéma d'animation
Dès l'époque du cinéma muet, on voit apparaître de petits films de court métrage dus à des amateurs. Certains se professionnalisent, comme Charles Conrad (1912-1994) ou Joseph Houssiaux, dans la production de films publicitaires. Dans les années 1930 une société dénommée "la Cinéscopie" produit des "films boucles" de pédagogie destiné à l'enseignement belge. Le service cinématographique (S.C.A.B.) de l'armée belge produit, à cette époque, des films d'animation consacrés au maniement des armes. Ernest Genval, connu pour ses production consacrées au Congo belge, réalise un court métrage sonore de fiction distribué dans les salles "Plucky en Égypte" et des séquences introduites dans sujets de commande ministérielle. Norbert Benoit (1912-1997) réalise des sujets de semi animation en papiers découpés. Pendant la Seconde Guerre mondiale, Albert Fromenteau (1916-1988), Paul Nagant (1911-1967) (Compagnie belge d'actualités), Eddy Paape (1920-2012) et Jacques Eggermont (1918-1998) produisent quelques courts métrages dont certains inspirés du style des dessins animés américain (interdits en Belgique). 
En 1946, le retour sur les écrans de la production internationale enlève toute rentabilité à la production cinématographique belge, particulièrement à la production d'animation. Et pourtant Ray Goossens et Wilfried Bouchery, avec leur société "Animated Cartoons", présentent "Fantaisie Atomique" à Bruxelles en 1946 lors du gala du film d'animation. En même temps Edmont Philippart et son épouse la dessinatrice Paule Armel s'illustrent par des courts métrages en maquettes animées, puis par des sujets commandés par les télévisions belges. Claude Misonne (1914-1973), avec Le Crabe aux pinces d'or (1947), réalise la première adaptation cinématographique des aventures de Tintin.
Dans les années 1950, Eddy Ryssack (1928-2004) transpose en plusieurs dessins animés la série "les Schtroumps". Avec Ray Goossens (1924-1998), le dessin animé belge fait son entrée dans la production internationale grâce au studio Belvision fondé par Raymond Leblanc, ce qui donne plusieurs courts et longs métrages, ces derniers découpés en épisodes, la plupart tirés des albums d'Hergé : "le Secret de La Licorne", "Le Trésor de Rackham le Rouge", "le Crabe aux pinces d'or", "l'Étoile mystérieuse", "l'Affaire Tournesol". La technique se limite à reproduire celle de la bande dessinée (en l'animant sous une forme encore basique si on la compare à la production américaine des studios Walt Disney). La tradition belge de la bande dessinée trouve ainsi, et tout naturellement, son prolongement au cinéma. 
Le studio Belvision aborde alors la coproduction internationale avec "Pinocchio dans l'Espace" en 1961. Réalisé sur une commande américaine, c'est une production d'un niveau technique et esthétique de qualité qui atteint à celle des États-Unis Plus, tard, en 1969, Belvision produit, en coproduction avec la France, la transposition de l'album d'Hergé Tintin et le Temple du Soleil d'un niveau de qualité qui égale les meilleures productions internationales. En 1971, vient encore Tintin et le Lac aux requins. Cependant, la production de courts métrages ne cesse pas et des sujets de Goossens sont produits par Belvision avant que cet auteur s'en aille voler de ses propres ailes avec des productions publicitaires et des commandes de télévision. On doit encore citer Louis Van Maelder et Philippe Léonard et leur prolifique production de courts métrages.
Mais il faut citer Claude Misonne (1914-1973), connue d'abord comme femme de lettres, dont les films de poupées sont d'abord publicitaires, puis destinés aux salles sous la forme de courts métrages bénéficiant du système de primes du ministère des Affaires économiques. La société de Claude Misonne devient "Universal Video" et travaille pour les télévisions belges étrangères, et plus seulement dans les films de poupées.
La plupart de ces informations sont extraites d'une brochure du ministère belge des Affaires étrangères et du Commerce extérieur (no 261-262, juillet-août 1970).
Dans l'après guerre on doit citer quelques auteurs venus des arts plastiques et de la photographie :
Le caricaturiste Picha (1942-) s'essaie au burlesque et à la dérision, d'abord avec Tarzoon, la honte de la jungle (1975), puis avec Le Chaînon manquant (1980), une parodie de la théorie de l'évolution. L'échec commercial du Big Bang (1987) est suivi d'un long silence cinématographique, jusqu'à la sortie en 2007 de son quatrième long métrage Blanche-Neige, la suite.
Peintre et dessinateur diplômé de l'Académie royale de Bruxelles, Jean Coignon, né à Bruxelles en 1927 est formé à Paris en 1947 dans l'équipe de Paul Grimault lors de la réalisation du premier grand dessin animé français La Bergère et le Ramoneur. Rentré à Bruxelles, il y réalise Le Poirier de misère, un court-métrage d'après une vieille légende flamande dessiné dans un style inspiré de celui de Breughel. Suivront encore une trentaine de courts métrages parmi lesquels La Pluie et le Beau Temps, Le Cadeau d'Oscar, Demokratia. Primé dans plusieurs festivals dont Venise, Leipzig, Biarritz, il réalise, pour des raisons alimentaires, de nombreux spots pour des maisons de publicité bruxelloises. Il s'y exerce à des recherches sur la couleur sur pellicule Gévacolor en liaison avec le laboratoire Meuter-Titra dirigé par Dimitri Balachoff et avec la société belge de fabrication de pellicules cinématographiques Gevaert. Mais Coignon, assisté de son épouse Line Théaudière, apporte aussi sa minutie artisanale à la confection de génériques et de schémas animés dans les films de réalisateurs de l'école documentaire belge, notamment dans Industrie et Société, Préhistoire du cinéma d'Émile Degelin et Construire pour Vivre et la Cybernétique de Jean-Marie Piquint.
Raoul Servais (1928-2023) renouvelle de manière significative les thèmes et les techniques graphiques de l'animation. Né à Ostende, étant enfant il fréquente la boutique de masques, coquillages et curiosités du peintre James Ensor. Plus tard, après l'académie des beaux-arts de Gand, il est l'assistant du peintre surréaliste Magritte pour l'exécution des fresques du casino d'Ostende. Il est aussi l'assistant d'Henri Storck pour le documentaire Le Trésor d'Ostende. Il se lance alors dans le dessin animé, genre dans lequel il peut unir son talent pictural avec la pratique cinématographique qu'il avait commencé à acquérir, étant enfant, en tentant des essais avec la caméra d'amateur de ses parents. De suite, il révèle un talent novateur avec Lumières du Port, La Fausse Note et Chromophobia qui est primé au Mostra de Venise en 1966. D'autres récompenses internationales ne tardent pas à suivre, par exemple la Palme d'or du court métrage à Cannes en 1979 pour Harpya, un petit film dans lequel un homme est terrorisé par une créature mi-femme mi-oiseau et qui associe habilement prises de vues réelles et animations bien avant l'ère numérique. Le réalisateur belge est d'ailleurs l'inventeur d'un procédé spécifique, la servaisgraphie. En 1994, son seul long métrage à ce jour, Taxandria, fait un large usage des technologies numériques.
D'autre part, plusieurs longs métrages d'animation à succès réalisés par des Français, tels que Kirikou et la Sorcière ou Les Triplettes de Belleville, l'ont été en coproduction avec la Belgique.
En 2008 c'est la sortie du premier long métrage d'animation belge en 3D réalisé par Ben Stassen (1959-), Fly Me to the Moon.
En 2009, le film d'animation Panique au village de Stéphane Aubier (1964-) et Vincent Patar (1965-) a reçu le Valois de la mise en scène à l'issue de la 2e édition de Festival du film francophone d'Angoulême, après une première mondiale en sélection officielle au Festival de Cannes (séance spéciale).
En 2014, deux films d'animation belges se distinguent par une nomination aux Oscars. Ernest et Célestine — coproduction franco-belge de Benjamin Renner (1983-), Stéphane Aubier et Vincent Patar — est nommé pour l'Oscar du meilleur film d'animation. D'autre part, le court métrage d'animation Mr Hublot, réalisé par Laurent Witz (1975-) et Alexandre Espigares (en), est nommé dans la catégorie meilleur court métrage d'animation.

## Personnalités du cinéma belge

### Réalisateurs
Abel et Gordon ~ Pascal Adant ~ Chantal Akerman ~ Yaël André ~ Jean-Jacques Andrien ~ Stéphane Aubier ~ Taylan Barman ~ Bernard Bellefroid ~ Lucas Belvaux ~ Rémy Belvaux ~ Nabil Ben Yadir ~ Alain Berliner ~ Edmond Bernhard ~ Philippe Blasband ~ Manu Bonmariage ~ Mourad Boucif ~ Jacques Brel ~ Jean Brismée ~ Peter Brosens ~ Jean-Marie Buchet ~ Jan Bucquoy ~ Frans Buyens ~ Lydia Chagoll ~ Jean Coignon ~ Stijn Coninx ~ Gérard Corbiau ~ Ronny Coutteure ~ Antoine Cuypers ~ Giles Daoust ~ Luc et Jean-Pierre Dardenne ~ Jan Decorte ~ André Delvaux ~ Josse De Pauw ~ Dominique Deruddere ~ Thierry De Thier ~ Lukas Dhont ~ Fabrice du Welz ~ Adil El Arbi ~ André Ernotte ~ Bilall Fallah ~ Paul Flon ~ Beatriz Flores Silva ~ Frédéric Fonteyne ~ Gérald Frydman ~ Noël Godin ~ Manuel Gomez ~ Yves Hanchar ~ Marion Hänsel ~ Luc de Heusch ~ Guy-Marc Hinant ~ Patric Jean ~ Yasmine Kassari ~ Willy Kempeneers ~ Edith Kiel ~ Harry Kümel ~ Eric de Kuyper ~ Roland Lambé ~ Benoît Lamy ~ Joachim Lafosse ~ Bouli Lanners ~ Boris Lehman ~ Annik Leroy ~ Iao Lethem ~ Roland Lethem ~ Stefan Liberski ~ Riton Liebman ~ Marc Lobet ~ Marie Mandy ~ Guillaume Malandrin ~ Stéphane Malandrin ~ Benoît Mariage ~ Olivier Masset-Depasse ~ Paul Meyer ~ Thierry Michel ~ Tim Mielants ~ Claude Misonne ~ Nadine Monfils ~ Yolande Moreau ~ Delphine Noels ~ Vincent Patar ~ Claudio Pazienza ~Picha ~ Jean-Marie Piquint ~ Robin Pront ~ Maurice Rabinowicz ~ Pierre-Paul Renders ~ Philippe Reypens ~ Michaël R. Roskam ~ Jean-Jacques Rousseau ~ Raoul Servais ~ Guillaume Senez ~ Olivier Smolders ~ Frédéric Sojcher ~ Dominique Standaert ~ Henri Storck ~ Caroline Strubbe ~ Samy Szlingerbaum ~ Boris Szulzinger ~ Patrice Toye ~ Fien Troch ~ Patrick Van Antwerpen ~ Dorothée Van Den Berghe ~ Jan Vanderheyden ~ Jaco Van Dormael ~ Arthur Van Gehuchten ~ Felix van Groeningen ~ Joël Vanhoebrouck ~ Philippe Van Leeuw ~ Roland Verhavert ~ Marc-Henri Wajnberg ~ Micha Wald ~ Henri Xhonneux ~ Thierry Zéno ~ Vincent Lannoo
- Liste de réalisateurs belges de cinéma (en)

### Acteurs
Natacha Amal ~ Lubna Azabal ~ Veerle Baetens ~ Patrick Bauchau ~ Lucas Belvaux ~ Gene Bervoets ~ François Beukelaers ~ Jan Bijvoet ~ Stéphane Bissot ~ Jacques Brel ~ Anne Coesens ~ Louisa Colpeyn ~ Annie Cordy ~ Christelle Cornil ~ Ronny Coutteure ~ Jean-Luc Couchard ~ Stéphanie Crayencour ~ François Damiens ~ Koen De Bouw ~ Jan Decleir ~ Jan Decorte ~ Josse De Pauw ~ Émilie Dequenne ~ Nade Dieu ~ Pascal Duquenne ~ Virginie Efira ~ Zizi Festerat ~ Cécile de France ~ Déborah François ~ Marie Gillain ~ Olivier Gourmet ~ Dora van der Groen ~ Johan Heldenbergh ~ Kevin Janssens ~ Carole Karemera ~ Serge Kribus ~ Hande Kodja ~ Bouli Lanners ~ Hélène Lapiower ~ Serge Larivière ~ Circé Lethem ~ Johan Leysen ~ Jacques Lippe ~ Sam Louwyck ~ Morgan Marinne ~ Mimir la panthère ~ Yolande Moreau ~ Fabrice Murgia ~ Michael Pas ~ Jeroen Perceval ~ Benoît Poelvoorde ~ Natacha Régnier ~ Yannick Renier ~ Jérémie Renier ~ Fabrizio Rongione ~ Jean-Louis Sbille ~ Julien Schoenaerts ~ Matthias Schoenaerts ~ Monica Swinn ~ Andrée Tainsy ~ Jean-Claude Van Damme ~ Alexandra Vandernoot ~ Roger Van Hool ~ Liliane Vincent ~ Gaetan Wenders ~ Wim Willaert ~ Bernard Yerlès

### Producteurs
Godfroid Courtmans ~ Frères Dardenne ~ Hippolyte De Kempeneer ~ Francis De Smet ~ Raymond Leblanc ~ Boris Szulzinger ~ Vincent Tavier ~ Hubert TointDiana Elbaum ~ Isabelle Truc ~ Geneviève De Bauw ~ Anne Deligne ~ Julie Freres ~ Marion Hänsel ~ Françoise Levie ~ Marianne Osteaux ~ Jacqueline Pierreux ~ Christine Pireaux ~ Bart Van Langendonck

### Critiques, journalistes et historiens
- Henri d'Ursel (1900-1974), fondateur et présentateur du Séminaire des Arts, le plus prestigieux ciné-club belge pendant vingt ans, de la fin de la seconde guerre mondiale jusqu'à la création du Musée du cinéma de Bruxelles.
- André Thirifays (1903-1992), critique cinématographique et chroniqueur de télévision du journal Le Soir de Bruxelles pendant près de quarante ans, fondateur du Club de l'Écran en 1932 et l'un des fondateurs de la Cinémathèque royale de Belgique dont il fut le premier directeur. C'est lui qui y amena Jacques Ledoux pour en faire le directeur.
- Francis Bolen (1908-1981), attaché cinématographique à l'UNESCO, à Paris où il collabora à Cinémonde. À Bruxelles, il publia ensuite les Ciné Dossiers dont il tira la substance d'une Histoire authentique, anecdotique, folklorique et critique du cinéma belge qui parut en 1978.
- Dimitri Balachoff (1925-2005), Monsieur Cinéma à la RTB des années 1950 à 1970 (créateur du Ciné-Club de Minuit et de L'Écran Témoin). Également directeur du laboratoire cinématographique bruxellois Meuter-Titra.
- Selim Sasson (1929-2002), historien de l'art, créateur d'émissions sur le cinéma à la RTB.
- Jean-Pierre Verscheure, conservateur et spécialiste de l'Histoire des techniques de cinéma.
- Guido Convents (1956), historien et anthropologue, il est spécialiste du cinéma colonial africain et du cinéma des premières temps en Belgique. Il publie en particulier sur le Congo belge et le Ruanda-Urundi.
- Patrick Leboutte (1960), spécialiste du film documentaire, critique de cinéma et essayiste.
- Philippe Moins, historien de l’art, professeur d’histoire du cinéma d’animation et auteur de nombreux ouvrages et articles sur le sujet. Il a fondé et dirigé le Festival Anima de Bruxelles.
- Philippe Reynaert, présentateur/animateur de télévision belge, ex-publicitaire et haut responsable de la politique culturelle cinématographique en Belgique francophone.
- Frédéric Sojcher (1967) a écrit La Kermesse héroïque du cinéma belge (Documentaires et farces, 1896-1965), un ouvrage qui a remis en question quelques idées reçues, par exemple sur quelques Maîtres du cinéma belge comme Henri Storck ou Charles Dekeukeleire.

## Éditeurs sur le cinéma
- Éditions Yellow Now : les critiques et théoriciens Dominique Païni et Patrick Leboutte ont été, à partir de la fin des années 1980, les principaux collaborateurs du fondateur et directeur Guy Jungblut.
- Cinergie : webzine consacré au cinéma belge en communauté française.

## Filmographie sélective
(juin 2019).
- Si vous ne connaissez pas le sujet, laissez ce bandeau (vous pouvez alors contacter les auteurs).
- Si vous supprimez le contenu mis en cause (vous pouvez préalablement contacter les auteurs),

argumentez précisément cette suppression dans la page de discussion
(un manque de référence n'est pas un argument ; une recherche réelle de référence doit avoir été effectuée, être formellement documentée).
- 1897 : Sainte-Gudule (Alexandre Promio)
- 1912 : L'Histoire de Minna Claessens (Alfred Machin)
- 1914 : La Fille de Delft et Maudite soit la guerre (Alfred Machin)
- 1919 : La Belgique martyre (Charles Tutelier)
- 1924 : Un voyage au Congo (Baron Lambert)
- 1928 : Impatience (Charles Dekeukeleire)
- 1928 : Leentje van de zee (Anna Frijters)
- 1929 : La Perle (Henri d’Ursel)
- 1932 : Histoire du soldat inconnu (Henri Storck)
- 1933 : Misère au Borinage (Joris Ivens et Henri Storck)
- 1934 : De Witte (Jan Vanderheyden, assisté d'Edith Kiel)
- 1934 : Terres brûlées (Charles Dekeukeleire)
- 1934 : De verloofde uit Canada (Anna Frijters)
- 1936 : J'ai gagné un million (Og Calster)
- 1937 : Monsieur Fantômas (Ernst Moerman)
- 1942 à 1944 : Symphonie paysanne (Henri Storck)
- 1945 : Soldats sans uniforme (Émile-Georges De Meyst)
- 1951 : Perséphone (Luc de Heusch)
- 1951 : Le Banquet des fraudeurs (Henri Storck)
- 1955 : Les mouettes meurent au port (Rik Kuypers, Ivo Michiels et Roland Verhavert)
- 1955 : Bwana Kitoko (André Cauvin)
- 1956 : Klinkaart (Paul Meyer)
- 1959 : L'Imitation du cinéma (Marcel Mariën)
- 1959 : Déjà s'envole la fleur maigre (Paul Meyer)
- 1960 : Si le vent te fait peur (Emile Degelin)
- 1963 : Dimanche (Edmond Bernhard)
- 1965 : L'Homme au crâne rasé (André Delvaux)
- 1966 : Chromophobia (Raoul Servais)
- 1967 : Jeudi on chantera comme dimanche (Luc de Heusch)
- 1968 : Un soir, un train (André Delvaux)
- 1968 : Saute ma ville (Chantal Akerman)
- 1969 : L'Étreinte (Paul Collet et Pierre Drouot)
- 1969 : Les Gommes (Lucien Deroisy et René Micha)
- 1969 : Tintin et le Temple du Soleil (Belvision)
- 1969 : Le Témoin (Anne Walter)
- 1970 : Bande de cons ! (Roland Lethem)
- 1970 : Paix sur les champs (Jacques Boigelot)
- 1971 : Franz (Jacques Brel)
- 1971 : Les Lèvres rouges et Malpertuis (Harry Kümel)
- 1971 : La plus longue nuit du diable (Jean Brismée)
- 1972 : Les Tueurs fous (Boris Szulzinger)
- 1972 : La Chambre (Chantal Akerman)
- 1973 : La Fête à Jules (Benoît Lamy)
- 1974 : Vase de noces (Thierry Zéno)
- 1975 : Tarzoon, la honte de la jungle (Picha)
- 1975 : Le fils d'Amr est mort (Jean-Jacques Andrien)
- 1975 : Jeanne Dielman, 23, quai du commerce, 1080 Bruxelles (Chantal Akerman)
- 1975 : Souvenir of Gibraltar (Henri Xhonneux)
- 1976 : Le Choix (Jacques Faber)
- 1977 : Jambon d'Ardenne (Benoît Lamy)
- 1978 : Magnum Begynasium Bruxellense (Boris Lehman)
- 1978 : Une page d'amour (Maurice Rabinowicz)
- 1979 : Harpya (Raoul Servais)
- 1979 : Mireille dans la vie des autres (Jean-Marie Buchet)
- 1980 : Bruxelles-transit (Samy Szlingerbaum)
- 1980 : Un joli petit coin (Patrick Van Antwerpen)
- 1982 : Hiver 60 (Thierry Michel)
- 1982 : Du temps pour être heureux (Frans Buyens)
- 1982 : Les Marches du palais (Samy Szlingerbaum)
- 1984 : Neuvaine (Olivier Smolders)
- 1985 : Vivement ce soir (Patrick Van Antwerpen)
- 1985 : Dust (Marion Hänsel)
- 1985 : Du verbe aimer (Mary Jimenez)
- 1988 : Le Maître de musique (Gérard Corbiau)
- 1991 : Toto le héros (Jaco Van Dormael)
- 1991 : Babel / Lettre à mes amis restés en Belgique (Boris Lehman)
- 1992 : C'est arrivé près de chez vous (Rémy Belvaux et André Bonzel)
- 1992 : Daens (Stijn Coninx)
- 1994 : La Vie sexuelle des Belges 1950-78 (Jan Bucquoy)
- 1996 : La Promesse (Jean-Pierre et Luc Dardenne)
- 1997 : Ma vie en rose (Alain Berliner)
- 1999 : Rosetta (Jean-Pierre et Luc Dardenne)
- 2000 : Les Enfants du Borinage, lettre à Henri Storck (Patric Jean)
- 2004 : Calvaire (Fabrice Du Welz)
- 2004 : Madame Édouard (Nadine Monfils)
- 2005 : L'enfant (Jean-Pierre et Luc Dardenne)
- 2006 : Dikkenek (Olivier Van Hoofstadt)
- 2009 : Mr Nobody (Jaco Van Dormael)
- 2010 : Les Films rêvés (Eric Pauwels)
- 2011 : Hitler à Hollywood (Frédéric Sojcher)
- 2012 : Alabama Monroe (Felix Van Groeningen)
- 2014 : Deux jours, une nuit (Jean-Pierre et Luc Dardenne)
- 2018 : My Beautiful Boy (Felix Van Groeningen)
- 2018 : Higgi, Inspiring Voices (Philippe Reypens et Loïc Porcher)

## Socio-économie du cinéma belge

### Institutions
- CINEMATEK : Cinémathèque royale de Belgique (1938), Musée du cinéma de Bruxelles (depuis 1962)
- Cinémathèque du ministère de la communauté française de Belgique
- Union de la critique de cinéma (1950, UCC-UFK)
- Festival international du film fantastique de Bruxelles (1983)
- European Fantastic Film Festivals Federation (1996)
- Association des réalisateurs et réalisatrices de films francophones (A.R.R.F, 2002)
- Académie André Delvaux

### Formations
Les écoles de cinéma belges ont acquis une réputation européenne : l'INSAS (Bruxelles, 1962), l'IAD (Louvain-la-Neuve, 1959), l'institut Herman Teirlinck (Anvers, 1946), le RITCS (Bruxelles), l'INRACI (Bruxelles, 1938).
Autres formations : ESRA (Bruxelles, 2015), SAE, Préparts, ENSAV La Cambre (Bruxelkles), Haute Ecole Albert Jacquard (Namur), ULB-Arts du spectacle (Bruxelles), ULg Spectacle (Liège), Arts2 (Mons)

### Ateliers d'écoles, de production et d'accueil
- Centre de l’Audiovisuel à Bruxelles (CBA)
- Wallonie Image Production (WIP)
- Atelier Jeunes Cinéastes (AJC!)
- Atelier Graphoui
- Camera-etc
- Centre Vidéo de Bruxelles (CVB)
- Dérives
- GSARA
- Sound Image Culture (SIC)
- Zorobabel
- Zin TV
- Atelier de Production de la Cambre (APC)
- Atelier de Réalisation et de Recherche Expérimentale Cinéma-Vidéo (INSAS)
- MédIADiffusion (IAD)
- Ateliers de Productions Audiovisuelles Coopératifs de la HELB (APACH)

Les ateliers sont régroupés au sein de l'Association des Ateliers d'Accueil, d’École et de Production Audiovisuelle (aaapa) de la Fédération Wallonie-Bruxelles.

### Sociétés de production de documentaires
- Néon Rouge - Aurélien Bodinaux
- Les Films de la Passerelle - Christine Pireaux
- Cobra Films - Daniel De Valck et Anne Deligne
- Michigan Films – Sébastien Andres et Olivier Burlet
- Simple Production - Kathleen de Béthune
- Image Création - Martine Barbé
- Michel de Wouters Productions – Anne-Sophie Prevot
- Groupov - Philippe Tazman
- Domino Production - Sergio Ghizzardi
- Les Films de la Mémoire - Willy Perelsztejn
- Thank You and Good Night Productions – Geneviève Debauw
- Corp DEA - Anne Levy-Morelle – Tanguy Roosen
- Good & Bad News - Lubomir Gueorguiev
- Alizé Production – Henri de Gerlache
- Dragons Films – Stéphane Lhoest
- Moulinsart - Yves Février

### Salles de cinéma
Liste des salles de cinéma à Bruxelles ~ Grignoux ~ Imagix ~ Kinepolis ~ Plaza Art ~ Quai 10

### Festivals de cinéma
- Knokke-le-Zoute : Festival international du cinéma expérimental de Knokke-le-Zoute
- Bruxelles : Festival Filmer à tout prix aux frontières du documentaire et de l'essai (Site officiel)
- Bruxelles : Offscreen, consacré au cinéma bis (Site officiel)
- Namur : Festival du court-métrage - Media 10-10 (Site officiel).
- Louvain : Afrika Filmfestival (de) (Site officiel)
- Bruxelles : Festival international du film fantastique de Bruxelles - BIFFF (Site officiel)
- Bruxelles : Festival Anima (Festival du dessin animé et du film d’animation) (Site officiel)
- Namur : Festival international du film francophone de Namur - FIFF (Site officiel)
- Bruxelles : Festival du court-métrage de Bruxelles (Site officiel)
- Bruxelles : Festival des cinémas africains - Afrique taille XL (« http://www.cinemasafricains.be Site officiel »(Archive.org • Wikiwix • Archive.is • Google • Que faire ?))
- Bruxelles : Pink Screens Film Festival (festival de cinéma holebi) Site officiel)
- Bruxelles : Filem'on (Festival international de films pour enfants) - Site officiel)
- Gand : Festival international du film de Flandre-Gand (Site officiel).
- Liège : Festival International du film de comédie de Liège (Site officiel)
- Liège : Festival international du film de santé (Site officiel)
- Liège : Festival international du film policier de Liège (Site officiel)
- Mons : Festival international du film d'amour (Site officiel)
- Perwez, depuis 2011 (auparavant à Jodoigne) : Vivre Debout, festival du film social (Site officiel).
- Moustier-sur-Sambre : Festival du cinéma belge (Site officiel)
- Bruxelles : Festival international du film juif (Site officiel)

### Associations
- Union de la critique de cinéma
- Union de la presse cinématographique belge

### Récompenses cinématographiques
- Grand prix de l'Union de la critique de cinéma (1954-)
- Prix de l'Âge d'or (1955-2015)
- Prix André-Cavens (1976-)
- Prix Joseph-Plateau (1985-2006), par l'Académie André Delvaux (devenu le Prix Magritte)
- Corbeau d'argent (1986-)
- Prix Coq de la Communauté française de Belgique (1987-)
- Pégase du Festival de Bruxelles (1991-)
- Bayard d'or (1994-2001)
- Méliès d'or (1995-), Méliès d'argent du Festival de Bruxelles (1996-, courts-métrages)
- Magritte du cinéma (2011-), Magritte du meilleur film flamand, Magritte d'honneur…
- Mira d'or (2002-)
- Prix du 7e parallèle (2005-)
- Prix Henry Ingberg (2007-2009)
- Prix Thriller (2009-)
- Prix de la critique (Belgique, cinéma) (2014-)

### Revues de cinéma[30]
- (nl) Andere Sinema (1978)
- (fr) ASIFA News
- (fr) Cartes sur câbles (1983)
- (fr) Ciné et Média Belgique (1990)
- (fr) Ciné Fiches de Grand Angle (1984)
- (fr) Ciné Journal (1988)
- (fr) Cinergie (1986)
- (fr) Ciné-Télé-Revue (1919)
- (nl) Film en Televisie-Video (1956)
- (fr) Média-Box (1986)
- (nl) Mediafilm (1961)
- (fr) Le Moniteur du film et de l'audiovisuel (1980)
- (fr) Le Parc Cinéma (1988)
- (fr) Pour le cinéma belge (1972)
- (fr + es + en) SIGNIS MEDIA (2002)
- (nl) Sound-Track
- (fr) Stars (1988)